# Vancouver Challenger 1987
Il Vancouver Challenger 1987 è stato un torneo di tennis facente parte della categoria ATP Challenger Series nell'ambito dell'ATP Challenger Series 1987. Il torneo si è giocato a Vancouver in Canada dal 5 all'11 ottobre 1987 su campi in cemento.

## Vincitori

### Singolare
Grant Connell ha battuto in finale  Alexander Mronz con il punteggio di 7–6, 6–1

### Doppio
Grant Connell /  Glenn Michibata hanno battuto in finale  Josef Brabenec /  Tony Macken con il punteggio di 6–4, 6–2